# Sony Pix
Sony PIX (anteriormente conhecido como Set Pix) é um canal de televisão por assinatura que exibe filmes em inglês, sediado na Índia e de propriedade da Culver Max Entertainment. Está amplamente disponível no subcontinente indiano (exceto Paquistão, Maldivas e Butão). O canal transmite principalmente filmes americanos de live-action e animações de Hollywood.

## História
O Sony PIX foi lançado em abril de 2006 como um canal de filmes em inglês, dedicado à exibição de filmes clássicos americanos, principalmente com reprises, até 31 de março de 2011. Durante esse período, o canal transmitiu uma variedade de filmes antigos da indústria cinematográfica dos Estados Unidos. A partir de 1º de abril de 2011, o canal passou por uma reformulação e começou a exibir novos conteúdos, além de filmes populares do estúdio Sony Pictures, mantendo uma programação mais atualizada até 2017.
A partir de 2013, o Sony PIX assinou um contrato com a Metro-Goldwyn-Mayer (MGM) para estrear os novos títulos do estúdio na televisão. Com esse acordo, o canal passou a exibir filmes da franquia James Bond e da série O Hobbit.
Em 2015, o canal firmou um contrato com a NBCUniversal para exibir os lançamentos mais recentes da Universal Pictures. Em 2018, a Sony PIX assinou um acordo de conteúdo cinematográfico com os últimos lançamentos da Warner Bros.

## Programação
Atualmente, a Sony PIX possui licenças de distribuição de filmes com a NBCUniversal, Sony Pictures, Warner Bros. Discovery, Lionsgate, The Walt Disney Company e Paramount Pictures.
O Sony PIX também costumava transmitir filmes com áudio em hindi, tâmil e télugo.